# Kanton Gif-sur-Yvette
Canton de Gif-sur-Yvette je francouzský kanton v departementu Essonne v regionu Île-de-France. Vznikl 7. prosince 1975 vyčleněním obce z kantonu Orsay.

## Složení kantonu
| Obec           | Počet obyvatel (2007) | PSČ   | INSEE       |
| -------------- | --------------------- | ----- | ----------- |
| Gif-sur-Yvette | 21 736                | 91190 | 91 3 30 272 |